# 딕 크리호스키
리처드 데이비드 크리호스키(영어: Richard David Kryhoski, 1925년 3월 24일~2007년 4월 10일)는 미국의 프로야구 선수로, 포지션은 1루수였다. 1950년부터 1955년까지 메이저 리그 베이스볼(MLB)의 뉴욕 양키스, 디트로이트 타이거스, 세인트루이스 브라운스/볼티모어 오리올스, 캔자스시티 애슬레틱스에서 뛰었다.